# بارو إن فورنيس
بارو إن فورنيس (بالإنجليزية: Barrow-in-Furness)‏ هي مدينة ساحلية في كمبريا، إنجلترا. تاريخيًا في لانكشر، تم دمجها كمنطقة بلدية في عام 1867 واندمجت مع منطقة دالتون إن فورنيس الحضرية في عام 1974 لتشكيل بورو بارو إن فورنيس. في عام 2023 ستندمج البلدة مع مقاطعتي إيدن وجنوب ليكلاند لتشكيل سلطة موحدة جديدة؛ ويستمورلاند وفرنيس. عند طرف شبه جزيرة فرنيس، بالقرب من منطقة البحيرة، يحدها خليج موريكامبي ومصب دودون والبحر الأيرلندي. في عام 2011، كان عدد سكان بارو 56،745 نسمة، مما يجعلها ثاني أكبر منطقة حضرية في كمبريا بعد كارلايل. يُعرف سكان بارو الأصليون، وكذلك اللهجة المحلية، باسم بارروفيان.